# Петренко, Александр Евграфович
Александр Евграфович Петренко (р. 5 августа 1957, г. Мелитополь, Запорожская область) — украинский химик, краевед, писатель, общественный деятель, основатель документального генеалого-литературного исследовательского проекта «Идентификация Петренко». Кандидат химических наук.

## Биография
Родился 5 августа 1957 года в семье служащих. В 1974 окончил мелитопольскую СШ №24. В том же году поступил в Днепропетровский химико-технологический институт на факультет Технологии органических веществ (1974—1979).
После окончания института в течение двух лет работал преподавателем органической химии Днепропетровского инженерно-строительного института, где также проводил исследования как аспирант в области химии гетероциклических соединений под руководством проф. А. К. Шейнкмана.
Почти два года работал инженером при Киевском управлении «Оргминудобрения» в группе, которая занималась работами в г. Фергана (Узбекистан), Одесса (Украина), Рустави (Грузия), Волжский (Россия).
С 1983 работал в Институте биоорганической химии и нефтехимии НАН Украины, где под руководством д.х.н., академика НАН Украины В. П. Кухаря в 1993 защитил кандидатскую диссертацию «Синтез и превращения галогензамещенных пентациклоундеканов» .
С 2003 до пенсии работал в частной химической компании научным консультантом.

## Творчество
Как ученый-химик является соавтором пяти изобретений, защищенных авторскими свидетельствами и патентами. Соавтор более 20 научных статей, напечатанных в отечественных и зарубежных научных журналах.
Стихотворения начал писать еще в студенческие годы. Некоторые из них, сохранившиеся до 2011, были включены в небольшой сборник «Стихотворения (уцелевшее и сохранившееся)». В 2014 вышла следующая поэтическая книга «Стихотворения (поэтические опыты или возвращение в поэзию)», в которую вошли избранные стихи из предыдущей (2011), и новые, написанные в течение следующих нескольких лет .
В 2012 году учредил документальный генеалого-литературный проект «Идентификация Петренко», в рамках которого исследует не только историю своего рода, к которому принадлежит и поэт-романтик первой половины XIX века Михаил Петренко, но и изучает архивные документы однофамильцев с фамилией Петренко, которые встречаются в процессе целевого поиска. Материалы исследований размещаются на документальных сайтах http: //www.дивлюсьянанебо.com Архивная копия от 17 июня 2021 на Wayback Machine и http://identificationofpetrenko.com.ua Архивная копия от 22 сентября 2019 на Wayback Machine, публикуются в книгах, газетах и научных журналах.

### Книги
- Петренко А. Е. Стихотворения (Уцелевшее и сохранившееся). «Профи». — К., 2011, 69 с.
- Петренко А. Е. Стихотворения (Поэтические опыты или возвращение в поэзию). «Профи». — К., 2014, 81 с.
- Петренко А. Е. Идентификация Петренко (генеалого-биографическое исследование). «Профи». — К., 2012, 192 с.
- Михаил Петренко: Жизнь и творчество (художественные тексты, исследования, документы). // Составители А. Е. Петренко, А. А. Редчук. Оформление Д. А. Редчук. «Феникс». — К., 2013, 218 с.
- Поэт-романтик Михаил Николаевич Петренко (1817—1862): Сочинения. Критические и историко-литературные материалы. // Составитель А. Е. Петренко. «ЧП» НПЦ «ПРОФИ». — К., 2015, 586 с.
- Михаил Петренко. Произведения / Составитель А. Е. Петренко. — К.: «Кий», 2017. — 104 с.
- Михаил Николаевич Петренко. 200 лет бессмертия / Петренко А. Е., Шабанова В. Н. — К.: «Кий», 2017. — 238 с.
- «Дивлюся на небо та й думку гадаю» в переводах на языки мира / Составители Е. В. Букет, А. Е. Петренко. — Житомир: ФОП Евенок А. А., 2017. — 112 с. — (Библиотека газеты «Культура и жизнь»).
- Альманах «Слобожанщина. Взгляд в прошлое»(сборник научно-документальных работ) / Составитель А. Е. Петренко. — Житомир: ФОП Евенок А. А., 2018. — 287 с.
- Альманах «Слобожанщина. Взгляд в прошлое»(сборник научно-документальных работ) / Составитель А. Е. Петренко. — Житомир: ФОП Евенок А. А., 2019. — 376 с.
- Альманах «Слобожанщина. Взгляд в прошлое» (сборник научно-документальных работ) / Составитель А. Е. Петренко. — Житомир: ФОП Евенок А. А., 2020. — 418 с.
- Альманах «Слобожанщина. Взгляд в прошлое» (сборник научно-документальных работ) / Составитель А. Е. Петренко. — Житомир: ФОП Евенок А. А., 2021. — 460 с.
- Альманах «Слобожанщина. Взгляд в прошлое» (сборник научно-документальных работ) / Составитель А. Е. Петренко. — Житомир: Бук-Друк, 2023. — 328 с.
- Альманах «Слобожанщина. Взгляд в прошлое» (сборник научно-документальных работ) / Составитель А. Е. Петренко. – Житомир: Бук-Друк, 2024. – 287 с.
- Поет-романтик Михайло Петренко (1817—1862). Статті у виданнях проєкту «Ідентифікація Петренків». — Житомир: «Видавничий Дім „БУК-ДРУК“», 2025, 240 с.

### Статьи
- В поисках истины Архивная копия от 19 мая 2019 на Wayback Machine . Газета «День», № 115—116, пятница, 6 Июля 2012.
- Петренко — праправнук Петренко Архивная копия от 21 января 2016 на Wayback Machine . Лебединская газета «Будем вместе» (15 августа 2012).
- Петренко Александр. Михаил Николаевич Петренко. В поисках биографической истины. / Донецкий вестник Научного общества им. Шевченко. Т. 34. «Восточный издательский дом». — Донецк, 2012, с. 162—176.
- Петренко Александр. «Место, которое очень похоже на рай» . Газета «Будем вместе» (23 мая 2013).
- Петренко Александр. Славянцы о славянском периоде жизни Михаила Николаевича Петренко или история банальной ошибки Архивная копия от 18 августа 2016 на Wayback Machine // «Краеведение: научный журнал» . — 2013. — Ч. 2 (83). — с. 232—245.
- Петренко Александр. «Новое из наследия Михаила Петренко» в рубрике «Из архивных источников». «Литературная Украина», 15 августа 2013, № 31 (5510), с. 4.
- Петренко Александр. «Дивлюсь я на небо та й думку гадаю…» Архивная копия от 16 марта 2016 на Wayback Machine, газета «День», 13-14.09.2013, № 164—165 (4047-4048), с. 8.
- Кадомская Елена. «Известную „народную“ песню написал харьковский поэт» Архивная копия от 18 апреля 2021 на Wayback Machine . Газета «Вечерний Харьков», 7 октября 2013, № 110 (10081), с. 20.
- Петренко Александр. Две истории одной песни. Газета «Будем вместе», 19 сентября 2013 и 26 сентября 2013 (продолжение), № 38 (20 сентября).   — Лебедин 2013.
- Первый канал «Украинского радио». «Сокровища литературных архивов». 13 и 20 января 2014: передачи, посвященные жизни и творчеству Михаила Петренко.
- Петренко Александр. Поэт-романтик Михаил Петренко: В поисках биографической истины // Слово и время, № 7, Институт литературы имени Тараса Шевченко НАН Украины. — Киев, 2014. — с. 104—112.
- Петренко О. «Астероид назвали именем поэта Михаила Петренко» Архивная копия от 17 ноября 2014 на Wayback Machine . — Газета «День» (13 ноября), № 213 (4346) — Киев, 2014.
- Петренко Александр. «Я бы землю покинул и в небо взлетел…». Газета «Литературная Украина» . № 47 (5576), 4 декабря. — Киев, 2014.
- Петренко Александр. «Поэт-романтик Михаил Николаевич Петренко (1817—1862). Произведения. Критические и историко-литературные материалы». «Профи». — Киев, 2015.
- Петренко Александр. Цикл тематических статей от проекта «Идентификация Петренко» о роде, к которому принадлежит и Михаил Петренко, о его жизни и творчестве Архивная копия от 23 января 2021 на Wayback Machine . — «Деловой Славянск», 2016.
- Петренко А. Е. "Михаил Петренко. От поэта к прокурору «// Альманах» Слобожанщина. Взгляд в прошлое (сборник научно-документальных работ "). — Житомир: ФОП Евенок А. А., 2018. — с. 182—200.